# Galium pomeranicum
Galium pomeranicum là một loài thực vật có hoa trong họ Thiến thảo. Loài này được Retz. mô tả khoa học đầu tiên năm 1795.